# Coriophora dolicha
Coriophora dolicha is een slakkensoort uit de familie van de Triphoridae. De wetenschappelijke naam van de soort is voor het eerst geldig gepubliceerd in 1886 door Watson.